# Phanerochaete parmastoi
Phanerochaete parmastoi är en svampart som beskrevs av Sheng H. Wu 1990. Phanerochaete parmastoi ingår i släktet Phanerochaete och familjen Phanerochaetaceae.   Inga underarter finns listade i Catalogue of Life.